# كي3بي
ك3ب (بالإنجليزية: K3b)‏ هو برنامج وأداة لحرق الأقراص المدمجة وأقراص دي في دي من تطوير كيدي. يستعمل واجهة رسومية. تم اختياره كأفضل برنامج لسنة 2006 في الاستفتاء الذي جرى في موقع LinuxQuestions.org، حيث حصل هذا البرنامج على 70% من مجموع الأصوات.
تمت برمجة ك3ب بلغة سي++ وهو يعتمد على واجهة كيدي وأدوات كيوت لكي يعمل. ك3ب مرخص تحت رخصة جنو العمومية.

## المميزات
- حرق أقراص مدمجة
- حرق أقراص دي في دي
- دعم الملفات ذات الامتداد iso.
- حرق الملفات الصوتية
- دعم DVD-R/DVD+R/DVD-RW/DVD+RW/CD-R/CD-RW
- فحص الملفات المكتوبة على الأقراص

## وصلات خارجية
- كي3بي على موقع Open Hub (الإنجليزية)
- كي3بي على موقع Free Software Directory (الإنجليزية)
- موقع ك3ب الرسمي.